# Johann Palisa
Johann Palisa (6 tháng 12 năm 1848 – 2 tháng 5 năm 1925) là một nhà thiên văn học người Áo. Ông sinh ra tại Troppau thuộc Đế quốc Áo-Hung (nay thuộc Cộng hòa Séc).
Ông phát hiện rất nhiều tiểu hành tinh, gồm 122 tất cả, từ 136 Austria đến 1073 Gellivara. Một số phát hiện đáng chú ý như 153 Hilda, 216 Kleopatra, 243 Ida, 253 Mathilde, 324 Bamberga và tiểu hành tinh Amor 719 Albert.
Ông được trao Giải Valz từ Viện Hàn lâm Khoa học Pháp năm 1906. Tiểu hành tinh 914 Palisana do Max Wolf phát hiện và hố va chạm Palisa được đặt theo tên Palisa nhằm vinh danh ông.

## Những năm đầu sự nghiệp

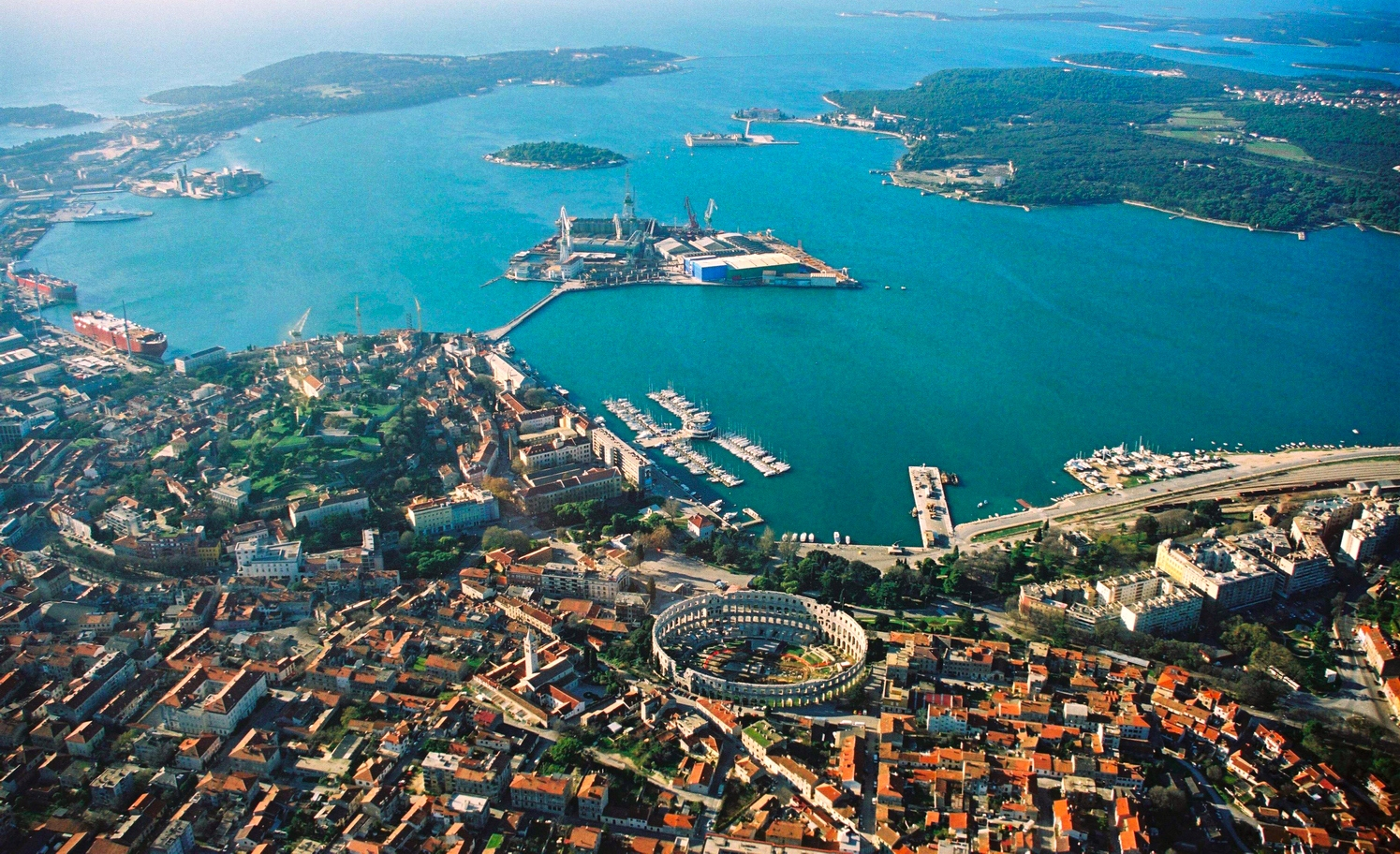
Một góc thành phố Pula

Từ năm 1866 đến năm 1870, Palisa nghiên cứu toán học và thiên văn học tại Đại học Viên. Tuy nhiên, đến tận năm 1884, ông mới tốt nghiệp. Mặc dù vậy, năm 1870, ông đã làm trợ lý tại đài thiên văn của Đại học Viên, một năm sau, ông làm việc ở đài thiên văn Geneva. Một vài năm sau đó, năm 1872, ở tuổi 24, Palisa trở thành giám đốc của Đại quan sát Hải quân Áo tại thành phố Pula. Ở đây, ông phát hiện tiểu hành tinh đầu tiên trong sự nghiệp là 136 Austria vào ngày 18 tháng 3 năm 1874. Cùng với đó, ông còn phát hiện 27 tiểu hành tinh và một sao chổi. Trong thời gian ở Pula, ông sử dụng một kính thiên văn khúc xạ nhỏ 6 inch để hỗ trợ việc nghiên cứu của mình.

## Khám phá

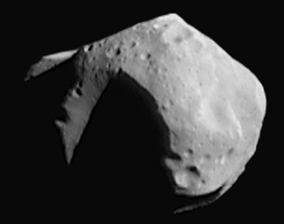
Tiểu hành tinh 253 Mathilde (chụp bởi NEAR)

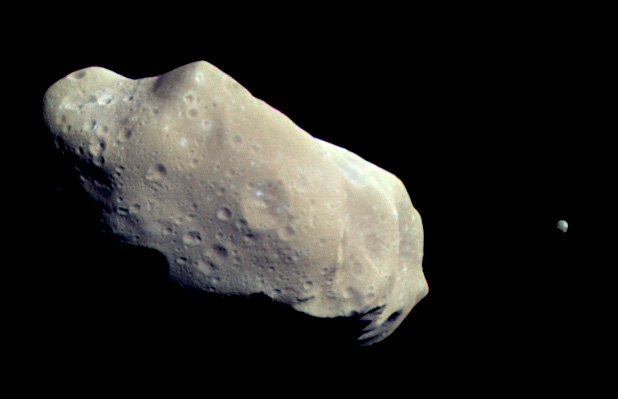
Tiểu hành tinh 243 Ida, một tiểu hành tinh khác mà ông phát hiện

Từ năm 1874 đến năm 1923, ông phát hiện tổng cộng 122 tiểu hành tinh khác nhau, từ 136 Austria đến 1073 Gellivara (xem bảng ở dưới). Ông từng làm việc tại Pula và Viên. Ông cũng phát hiện sao chổi parabol C/1879 Q1 vào năm 1879.
Một trong những khám phá của ông là 253 Mathilde đã được tàu NEAR Shoemaker bay ngang vào ngày 27 tháng 6 năm 1997 và gửi về Trái Đất hơn 500 hình ảnh. Ước tính, tàu đã chụp được gần 60% bề mặt Mathilde.

### Cáo phó
- von Hepperger, J. (tháng 11 năm 1925). "Anzeige des Todes von Johann Palisa". Astronomische Nachrichten (bằng tiếng Đức). Quyển 225 số 7. tr. 125–127. Bibcode:1925AN....225..125V. doi:10.1002/asna.19252250706.